# Metal Works ’73–’93
A  Metal Works a brit Judas Priest 1993-ban megjelent dupla válogatáslemeze. A Rocka Rolla kivételével minden lemezük képviselteti magát.

## Számlista
A dalokat  Rob Halford, K. K. Downing és  Glenn Tipton írta.

### Disc 1
1. "The Hellion" – 0:41
2. "Electric Eye"  – 3:39
3. "Victim of Changes" – 7:12
4. "Painkiller" – 6:06
5. "Eat Me Alive" – 3:34
6. "Devil's Child" – 4:48
7. "Dissident Aggressor" – 3:07
8. "Delivering the Goods" – 4:16
9. "Exciter" (Halford, Tipton) – 5:34
10. "Breaking the Law" – 2:35
11. "Hell Bent for Leather" (Tipton) – 2:41
12. "Blood Red Skies" – 7:50
13. "Metal Gods" – 4:00
14. "Before the Dawn" – 3:23
15. "Turbo Lover" – 5:33
16. "Ram It Down" – 4:48
17. "Metal Meltdown" – 4:48

### Disc 2
1. "Screaming for Vengeance" – 4:43
2. "You've Got Another Thing Comin'" – 5:09
3. "[Beyond the Realms of Death" (Halford, Les Binks) – 6:53
4. "Solar Angels" – 4:04
5. "Bloodstone" – 3:51
6. "Desert Plains" – 4:36
7. "Wild Nights, Hot & Crazy Days" – 4:39
8. "Heading Out to the Highway" (Live) – 4:53
9. "Living After Midnight" – 3:31
10. "A Touch of Evil" (Halford, Downing, Tipton, Chris Tsangarides) – 5:45
11. "The Rage" – 4:44
12. "Night Comes Down" – 3:58
13. "Sinner" (Halford, Tipton) – 6:43
14. "Freewheel Burning" – 4:22
15. "Night Crawler" – 5:45